# Giải vô địch bóng đá U-19 Đông Nam Á 2018
Giải vô địch bóng đá U-19 Đông Nam Á 2018 sẽ là lần thứ 15 của giải vô địch bóng đá U-19 Đông Nam Á, được tổ chức bởi Liên đoàn bóng đá Đông Nam Á. Giải sẽ được tổ chức bởi Indonesia vào ngày 1–14 tháng 7 năm 2018. Mười một đội tuyển trong số mười hai hiệp hội thành viên của Liên đoàn bóng đá Đông Nam Á đã diễn ra trong giải đấu gồm 2 bảng của năm và sáu đội tuyển.

## Các đội tuyển tham dự
Tất cả 12 đội tuyển từ hiệp hội thành viên của Liên đoàn bóng đá Đông Nam Á có đủ điều kiện cho giải đấu. Chỉ có Úc không tham dự giải đấu.
Tổng cộng có 11 đội tuyển từ 11 hiệp hội thành viên tham gia giải đấu này, được liệt kê ở dưới đây:
| Đội tuyển   | Hiệp hội         | Tham dự | Thành tích tốt nhất lần trước                              |
| ----------- | ---------------- | ------- | ---------------------------------------------------------- |
| Thái Lan    | HHBĐ Thái Lan    | 14 lần  | Vô địch (2002, 2009, 2011, 2015, 2017)                     |
| Việt Nam    | LĐBĐ Việt Nam    | 14 lần  | Vô địch (2007)                                             |
| Campuchia   | LĐBĐ Campuchia   | 9 lần   | Vòng bảng (2002, 2007, 2009, 2011, 2013, 2015, 2016, 2017) |
| Brunei      | HHBĐ Brunei      | 8 lần   | Vòng bảng (2002, 2005, 2007, 2011, 2013, 2015, 2017)       |
| Indonesia   | HHBĐ Indonesia   | 9 lần   | Vô địch (2013)                                             |
| Lào         | LĐBĐ Lào         | 10 lần  | Hạng ba (2002, 2005, 2015)                                 |
| Malaysia    | HHBĐ Malaysia    | 12 lần  | Á quân (2003, 2005, 2006, 2007, 2017)                      |
| Myanmar     | LĐBĐ Myanmar     | 12 lần  | Vô địch (2003, 2005)                                       |
| Philippines | LĐBĐ Philippines | 8 lần   | Vòng bảng (2002, 2003, 2011, 2015, 2016, 2017)             |
| Singapore   | HHBĐ Singapore   | 11 lần  | Hạng ba (2003)                                             |
| Đông Timor  | LĐBĐ Đông Timor  | 7 lần   | Hạng ba (2013)                                             |

| Không tham dự |
| ------------- |
| Úc            |

## Vòng bảng
- Tất cả các trận đấu đang diễn ra ở Indonesia
- Tất cả thời gian theo giờ địa phương, (UTC+7).

### Bảng A
| VT | Đội           | ST | T | H | B | BT | BB | HS  | Đ  | Giành quyền tham dự     |
| -- | ------------- | -- | - | - | - | -- | -- | --- | -- | ----------------------- |
| 1  | Thái Lan      | 5  | 4 | 1 | 0 | 16 | 1  | +15 | 13 | Vòng đấu loại trực tiếp |
| 2  | Indonesia (H) | 5  | 4 | 0 | 1 | 11 | 3  | +8  | 12 | Vòng đấu loại trực tiếp |
| 3  | Việt Nam      | 5  | 2 | 2 | 1 | 11 | 4  | +7  | 8  |                         |
| 4  | Lào           | 5  | 2 | 0 | 3 | 13 | 10 | +3  | 6  |                         |
| 5  | Philippines   | 5  | 1 | 0 | 4 | 5  | 22 | −17 | 3  |                         |
| 6  | Singapore     | 5  | 0 | 1 | 4 | 3  | 19 | −16 | 1  |                         |

| Việt Nam | 0–0      | Thái Lan |
| -------- | -------- | -------- |
|          | Chi tiết |          |

| Singapore      | 1–2      | Philippines           |
| -------------- | -------- | --------------------- |
| - Syahadat 78' | Chi tiết | - Tacardon 19', 90+4' |

| Indonesia   | 1–0      | Lào |
| ----------- | -------- | --- |
| - Witan 30' | Chi tiết |     |

| Thái Lan                                          | 3–0      | Lào |
| ------------------------------------------------- | -------- | --- |
| - Suphanat 17' - Matee 35' (ph.đ.) - Korrawit 87' | Chi tiết |     |

| Việt Nam                                                             | 5–0      | Philippines |
| -------------------------------------------------------------------- | -------- | ----------- |
| - Lê Văn Nam 29', 50' - Lê Minh Bình 54', 85' - Nguyễn Hữu Thắng 71' | Chi tiết |             |

| Indonesia                                   | 4–0      | Singapore |
| ------------------------------------------- | -------- | --------- |
| - Rafli 21', 61' - Saddil 70' - Rivaldo 80' | Chi tiết |           |

| Lào            | 1–4      | Việt Nam                                                                                |
| -------------- | -------- | --------------------------------------------------------------------------------------- |
| - Kydavone 90' | Chi tiết | - Trần Danh Trung 25' - Xayasith 38' (l.n.) - Đặng Văn Tới 45+2' - Nguyễn Hữu Thắng 75' |

| Thái Lan                                                                   | 6–0      | Singapore |
| -------------------------------------------------------------------------- | -------- | --------- |
| - Pithak 5' - Matee 27', 48' - Sittichok 35' - Suphanat 73' - Korrawit 78' | Chi tiết |           |

| Philippines    | 1–4      | Indonesia                                   |
| -------------- | -------- | ------------------------------------------- |
| - Pabualan 33' | Chi tiết | - Saddil 82', 86' - Firza 83' - Rivaldo 90' |

| Singapore | 0–5      | Lào                                                                 |
| --------- | -------- | ------------------------------------------------------------------- |
|           | Chi tiết | - Kittisak 6' - Lextoxa 21' - Chitpasong 30' - Bounphachan 38', 62' |

| Philippines | 0–5      | Thái Lan                                             |
| ----------- | -------- | ---------------------------------------------------- |
|             | Chi tiết | - Korrawit 37', 55', 84' - Pithak 61' - Narakorn 63' |

| Indonesia   | 1–0      | Việt Nam |
| ----------- | -------- | -------- |
| - Rafli 81' | Chi tiết |          |

| Lào                                                                 | 7–2      | Philippines |
| ------------------------------------------------------------------- | -------- | ----------- |
| - Phoutthasone 4' - Bounphachan 35', 40', 47', 55' - Nilan 79', 85' | Chi tiết |             |

| Việt Nam                                | 2–2      | Singapore                   |
| --------------------------------------- | -------- | --------------------------- |
| - Nguyễn Hữu Thắng 17' - Lê Văn Nam 77' | Chi tiết | - Danish 62' - Syahadat 86' |

| Thái Lan                   | 2–1      | Indonesia   |
| -------------------------- | -------- | ----------- |
| - Nattawut 41' - Matee 50' | Chi tiết | - Rifad 84' |

### Bảng B
| VT | Đội        | ST | T | H | B | BT | BB | HS  | Đ  | Giành quyền tham dự     |
| -- | ---------- | -- | - | - | - | -- | -- | --- | -- | ----------------------- |
| 1  | Malaysia   | 4  | 3 | 1 | 0 | 6  | 1  | +5  | 10 | Vòng đấu loại trực tiếp |
| 2  | Myanmar    | 4  | 2 | 1 | 1 | 13 | 5  | +8  | 7  | Vòng đấu loại trực tiếp |
| 3  | Campuchia  | 4  | 2 | 0 | 2 | 8  | 7  | +1  | 6  |                         |
| 4  | Đông Timor | 4  | 1 | 2 | 1 | 5  | 5  | 0   | 5  |                         |
| 5  | Brunei     | 4  | 0 | 0 | 4 | 1  | 15 | −14 | 0  |                         |

| Đông Timor                  | 2–2      | Myanmar                               |
| --------------------------- | -------- | ------------------------------------- |
| - Freitas 45' - de Lima 60' | Chi tiết | - Ye Yint Aung 9' - Win Naing Tun 86' |

| Brunei | 0–5      | Campuchia                                 |
| ------ | -------- | ----------------------------------------- |
|        | Chi tiết | - Kakada 3', 90' - Menghour 51', 65', 66' |

| Campuchia | 0–2      | Malaysia                  |
| --------- | -------- | ------------------------- |
|           | Chi tiết | - Shivan 39' - Akhyar 71' |

| Brunei | 0–1      | Đông Timor      |
| ------ | -------- | --------------- |
|        | Chi tiết | - Freitas 45+3' |

| Malaysia                      | 2–0      | Brunei |
| ----------------------------- | -------- | ------ |
| - Syahmi 5' - Nizarruddin 12' | Chi tiết |        |

| Myanmar                                              | 4–1      | Campuchia |
| ---------------------------------------------------- | -------- | --------- |
| - Win Naing Tun 24', 52' - Myat Kaung Khant 75', 88' | Chi tiết | - Nop 61' |

| Myanmar | 7–1      | Brunei        |
| --- | -------- | ------------- |
| - Myat Kaung Khant 13', 24' - Pyae Sone Naing 21' (ph.đ.), 40' - Win Naing Tun 42', 57' - Hlawn Moe Oo 81' | Chi tiết | - Rahimin 87' |

| Đông Timor    | 1–1      | Malaysia     |
| ------------- | -------- | ------------ |
| - de Lima 13' | Chi tiết | - Akhyar 30' |

| Malaysia     | 1–0      | Myanmar |
| ------------ | -------- | ------- |
| - Shivan 17' | Chi tiết |         |

| Campuchia                  | 2–1      | Đông Timor   |
| -------------------------- | -------- | ------------ |
| - David 32' - Menghour 79' | Chi tiết | - Garcia 90' |

## Vòng đấu loại trực tiếp
Trong vòng đấu loại trực tiếp, sút loại đá luân lưu được sử dụng để quyết định đội thắng nếu cần thiết.

### Sơ đồ
|  | Bán kết               | Bán kết   |                       |           | Chung kết | Chung kết |
|  |                       |           |                       |           |           |           |
|  | 12 tháng 7 – Sidoarjo |           |                       |           |           |           |
|  |                       |           |                       |           |           |           |
|  | Thái Lan              | 0         |                       |           |           |           |
|  | Thái Lan              | 0         | 14 tháng 7 – Sidoarjo |           |           |           |
|  | Myanmar               | 1         |                       |           |           |           |
|  | Myanmar               | 1         | Myanmar               | 3         |           |           |
|  | 12 tháng 7 – Sidoarjo |           | Myanmar               | 3         |           |           |
|  |                       | Malaysia  | 4                     |           |           |           |
|  | Malaysia              | Malaysia  | 4                     | 1 (pen 4) |           |           |
|  | Malaysia              |           |                       | 1 (pen 4) |           |           |
|  | Indonesia             | 1 (pen 2) |                       |           |           |           |
|  | Indonesia             | 1 (pen 2) | Tranh hạng ba         |           |           |           |
|  |                       |           |                       |           |           |           |
|  | 14 tháng 7 – Sidoarjo |           |                       |           |           |           |
|  |                       |           |                       |           |           |           |
|  | Thái Lan              | 0         |                       |           |           |           |
|  | Thái Lan              | 0         |                       |           |           |           |
|  | Indonesia             | 5         |                       |           |           |           |

### Bán kết
| Thái Lan | 0–1 | Myanmar |
| -------- | --- | ------- |
|          |     |         |

| Malaysia          | 1–1 (s.h.p.) | Indonesia |
| ----------------- | ------------ | --------- |
|                   |              |           |
| Loạt sút luân lưu |              |           |
|                   | 4–2          |           |

### Tranh hạng ba
| Thái Lan | 0-5 | Indonesia |
| -------- | --- | --------- |
|          |     |           |

### Chung kết
| Myanmar | 3–4 | Malaysia |
| ------- | --- | -------- |
|         |     |          |

## Cầu thủ ghi bàn
5 bàn
- Korrawit Tasa

3 bàn
- Kheang Menghour
- Rafli Mursalim
- Saddil Ramdani
- Win Naing Tun
- Matee Sarakum

2 bàn
- Narong Kakada
- Todd Rivaldo Ferre
- Bounphachan Bounkong
- Myat Kaung Khant
- Fidel Tacardon
- Pithak Phaphirom
- Suphanat Mueanta
- Paulo Domingos Freitas
- Lê Minh Bình
- Lê Văn Nam
- Nguyễn Hữu Thắng

1 bàn
- Firza Andika
- Witan Sulaiman
- Chitpasong Latthachack
- Kittisak Phomvongsa
- Kydavone Souvanny
- Lextoxa Thongsavath
- Akhyar Rashid
- Nizarrudin Jazi
- Shivan Pillay Asokan
- Syahmi Zambri
- Ye Yint Aung
- Chester Pabualan
- Muhammad Syahadat Masnawi
- Narakorn Noomchansakool
- Sittichok Paso
- Mouzinho de Lima
- Đặng Văn Tới
- Trần Danh Trung

1 bàn phản lưới nhà
- Xayasith Singsavang